# Via Frattina

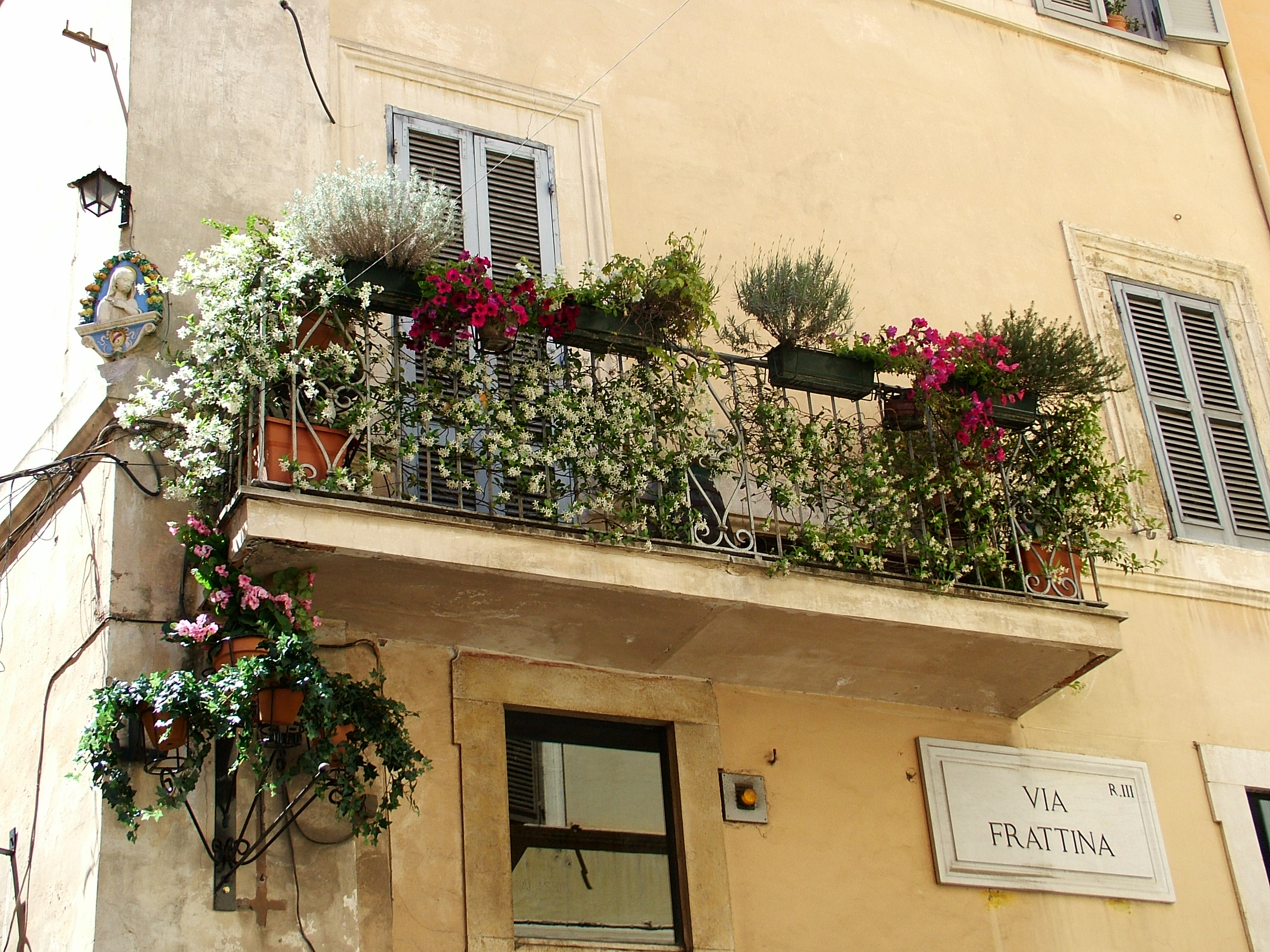
Balkong på Via Frattina i Rom. På husväggen finns gatuskylten med texten Via Frattina.

Via Frattina är en gata i Roms historiska centrum. Gatan är belägen i norra delen av den historiska stadskärnan (den så kallade Tridente) och ansluts vid Via del Corso till Piazza Mignanelli och sedan Palazzo di Propaganda Fide, av vars första ägare den troligen har fått sitt namn. Ägaren var Bartolomeo Ferratino (1537–1606), som var biskop i Amelia, en kommun i provinsen Terni, i regionen Umbrien. Via del Corso, eller Corson, som är en omkring 1,5 kilometer lång gågata, sträcker sig rakt igenom centrala Rom, mellan Piazza Venezia och Piazza del Popolo.
Via Frattina följer rutten av en romersk väg som användes av invånarna i villorna på Pincio för att komma till stadens centrum. De antika vägarna i Rom strålar ut från Capitolium för att nå alla hörn av det romerska imperiet. Några av de antika vägarna är Via Appia Antica, Via Aurelia, Via Flaminia och Via Egnatia. Därtill har det under 1400- och 1500-talen dragits gator i centrala Rom, vilka har bestått till idag. Områdena har samma indelning som under Sixtus V:s tid på 1500-talet, då byggandet av bostäderna började. Vid slutet av gatan ligger byggnaden som hyser Spaniens ambassad.
På 1960-talet blev Via Frattina, tillsammans med Via dei Condotti och Via Borgognona, ett av stadens shoppingområden, med affärer som skrädderier, silver- och möbelaffärer.

## Bilder

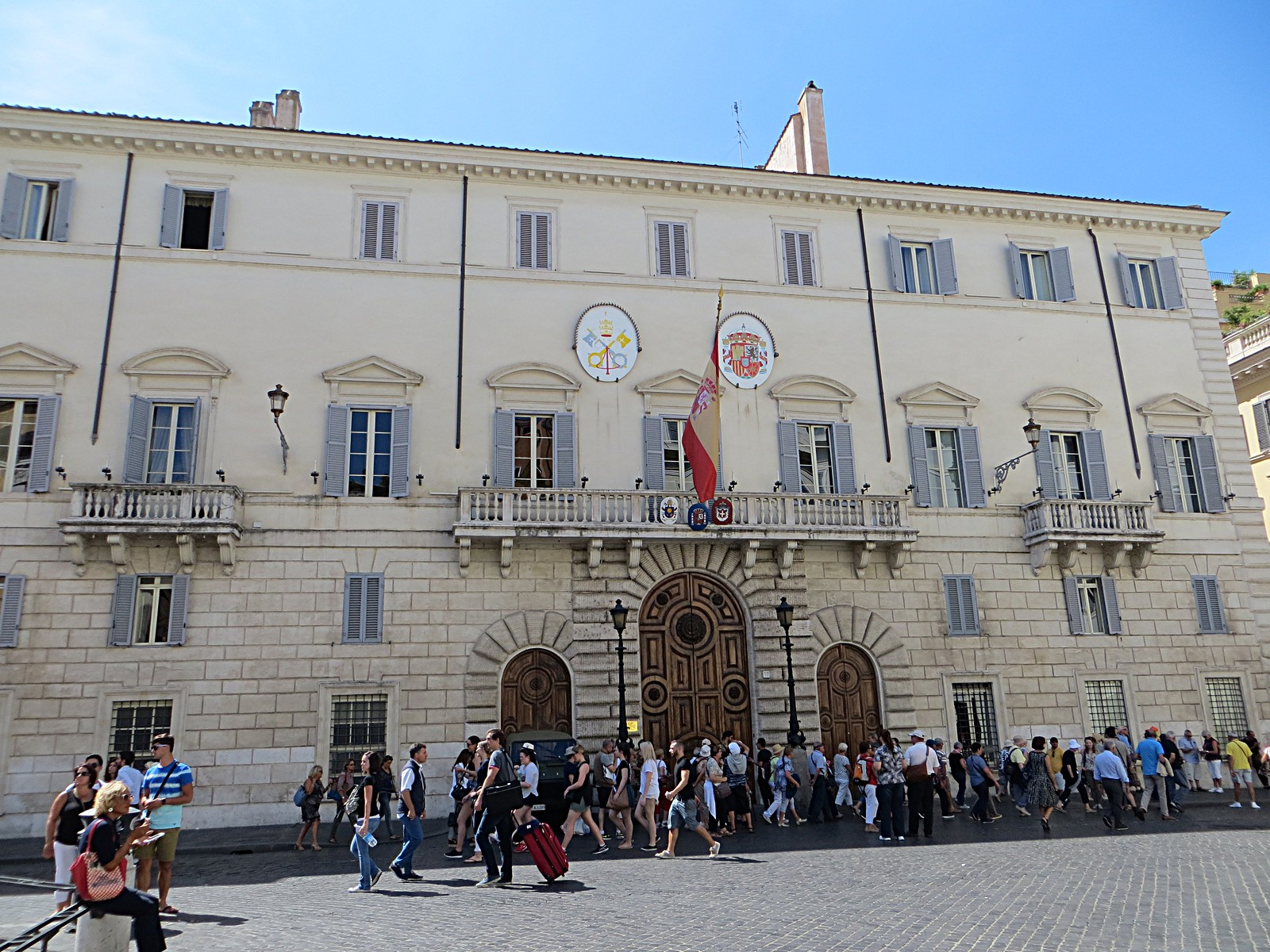
Spaniens ambassad i Rom vid den Heliga stolen och Malteserorden vid Spanska trappan 57. Spanska ambassaden ligger på Via Frattina.
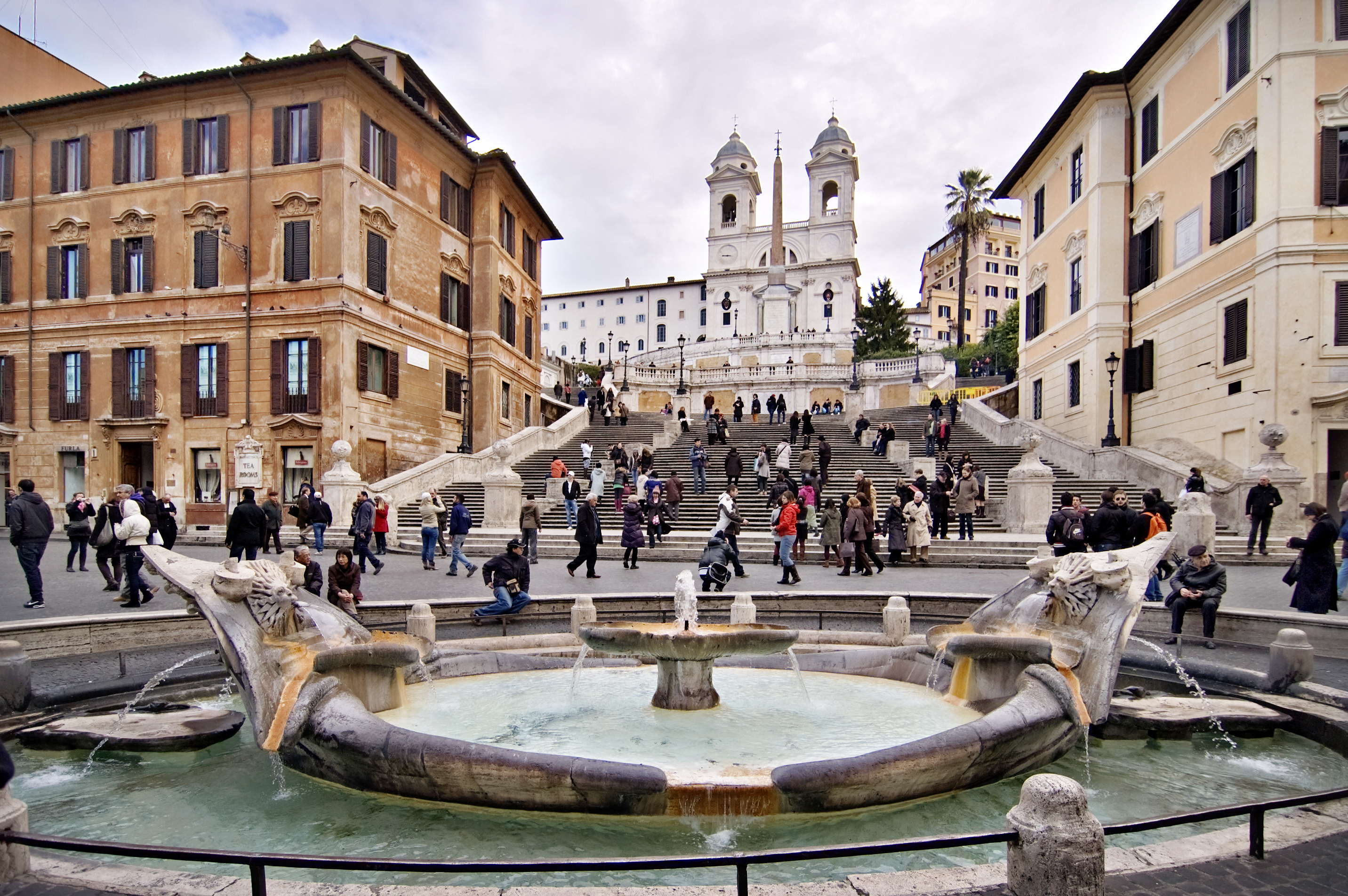
Via Frattina ligger nära Spanska trappan och kyrkan Santissima Trinità dei Monti och där nedanför står Pietro Berninis fontän Fontana della Barcaccia.

### Webbkällor
- Roma Segreta: Via Frattina